# Altes Rathaus (Roth)

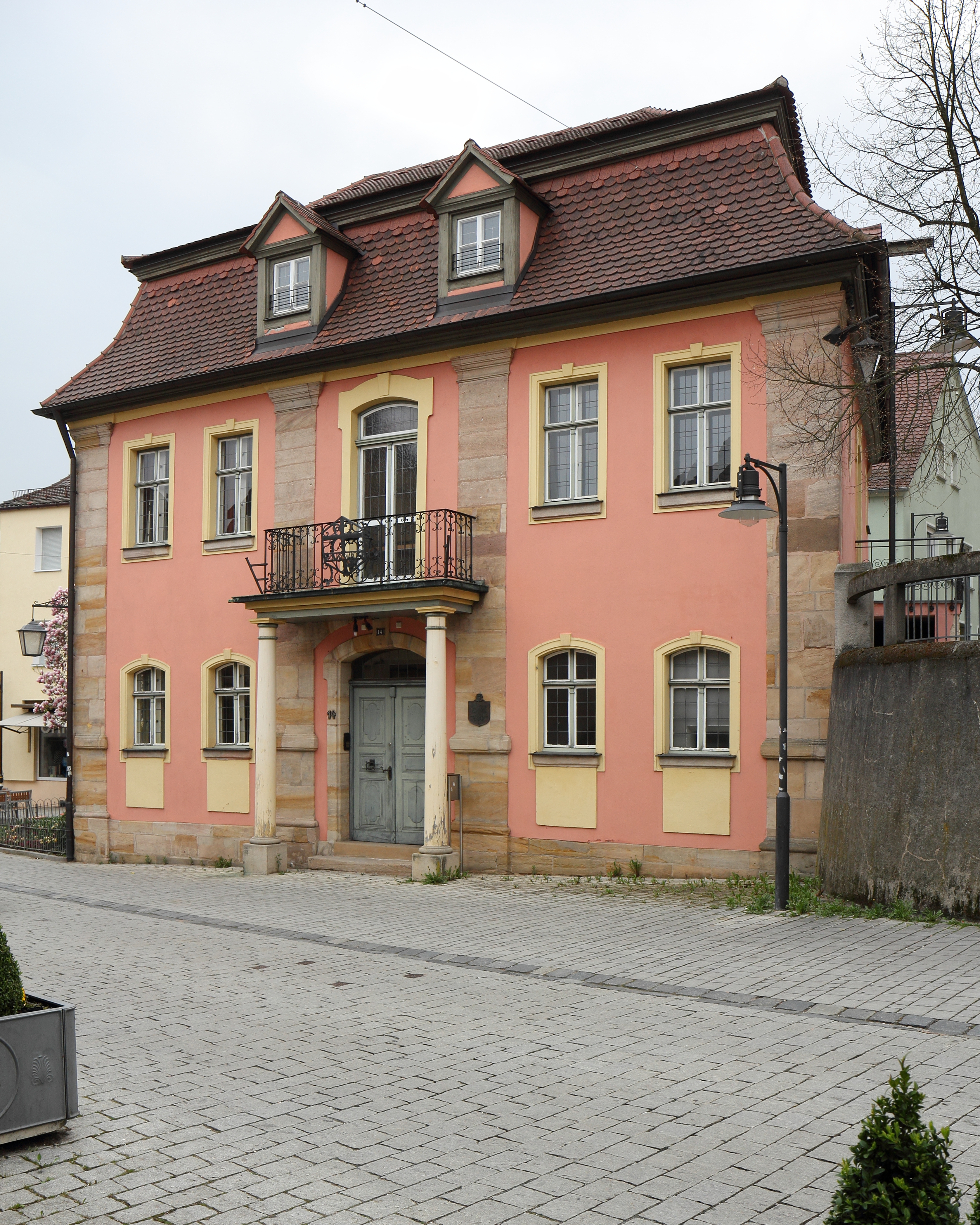
Altes Rathaus in Roth

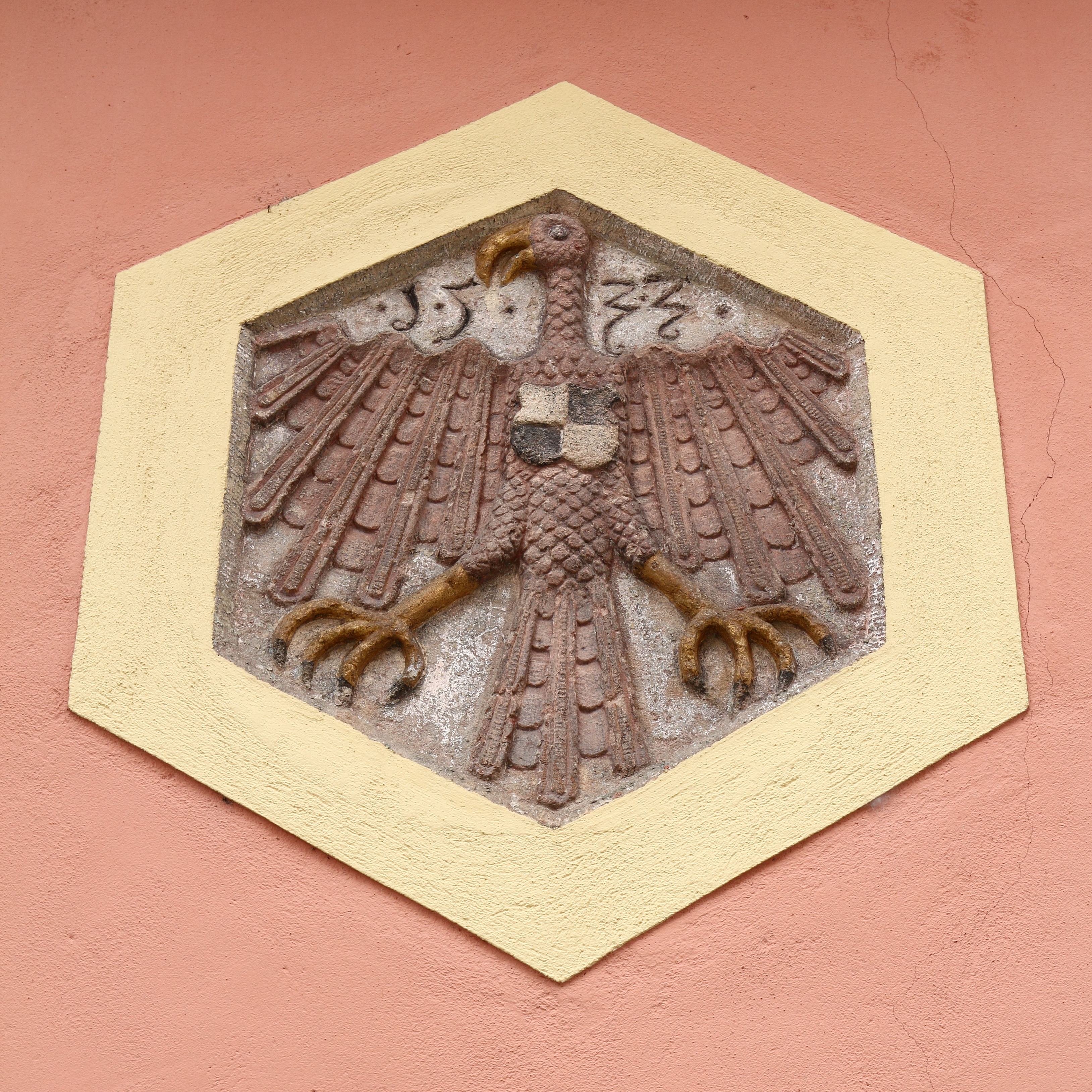
Wappen

Das Alte Rathaus in Roth, der Kreisstadt des mittelfränkischen Landkreises Roth in Bayern, wurde 1758/59 errichtet. Das ehemalige Rathaus an der Hauptstraße 14 ist ein geschütztes Baudenkmal. 

## Beschreibung
Der zweigeschossige Mansarddachbau im Stil des Rokoko besitzt fünf zu drei Fensterachsen. An der Südseite befindet sich ein Wappenstein von 1533 mit brandenburgischem Adler und Zollernschild vom Vorgängerbau.